# Szałot
Szałot – śląska sałatka. Przyrządzana z pokrojonych w kostkę: ziemniaków ugotowanych w łupinach, jajek na twardo, ogórków kiszonych, cebuli oraz dodatków mięsnych jak np. solone filety śledziowe, kiełbasa, pokrojony a następnie wysmażony na patelni wędzony boczek i wędzona słonina. Stosowane przyprawy to: musztarda, sól i pieprz czarny. Sałatkę tę podaje się z pieczywem.
21 sierpnia 2006 produkt o nazwie „Szałot śląski (sałatka śledziowa)” został wpisany na Listę produktów tradycyjnych Ministerstwa Rolnictwa i Rozwoju Wsi w kategorii „Gotowe dania i potrawy w województwie śląskim”. Według oficjalnej specyfikacji, w skład tej sałatki wchodzą m.in. gotowane ziemniaki, kiszone ogórki, cebula, (pokrojony w paski) śledź oraz wysmażony wędzony boczek”. W smaku zaś sałatka jest „pikantna, przebija smak śledzia, wyczuwalny posmak wędzonego boczku”. Szałot śląski był dawniej potrawą odświętną, z biegiem czasu stał się częścią codziennego  jadłospisu. Uwaga: „szałotem śląskim” nazywany bywa też inny produkt – sałatka „Kartoffelsalat” wpisana na Listę produktów tradycyjnych w kategorii „Gotowe dania i potrawy w województwie opolskim”.

## Inne szałoty
Elżbieta Łabońska w swojej Śląskiej kucharce doskonałej oprócz szałotu śledziowego wymienia także „szałot z białej kapusty” (podawana na ciepło lub zimno potrawa z gotowanej kapusty, wytopionego smażonego boczku i cebuli, niezawierająca ziemniaków), „szałot kartoflany z boczkiem wędzonym i ogórkiem kiszonym” (sałatka z gotowanych ziemniaków, ogórków kiszonych, stopionego wędzonego boczku wraz ze skwarkami i cebuli) i „szałot z fasolą”.
Marek Szołtysek wymienia cztery rodzaje szałotów, w tym bardzo popularny szałot z majonezem, czyli po prostu sałatkę ziemniaczano-jarzynową, w skład której wchodzą: ziemniaki, marchewka, seler, pietruszka, ogórki kiszone, groszek konserwowy, majonez i czasami ugotowane jajka.

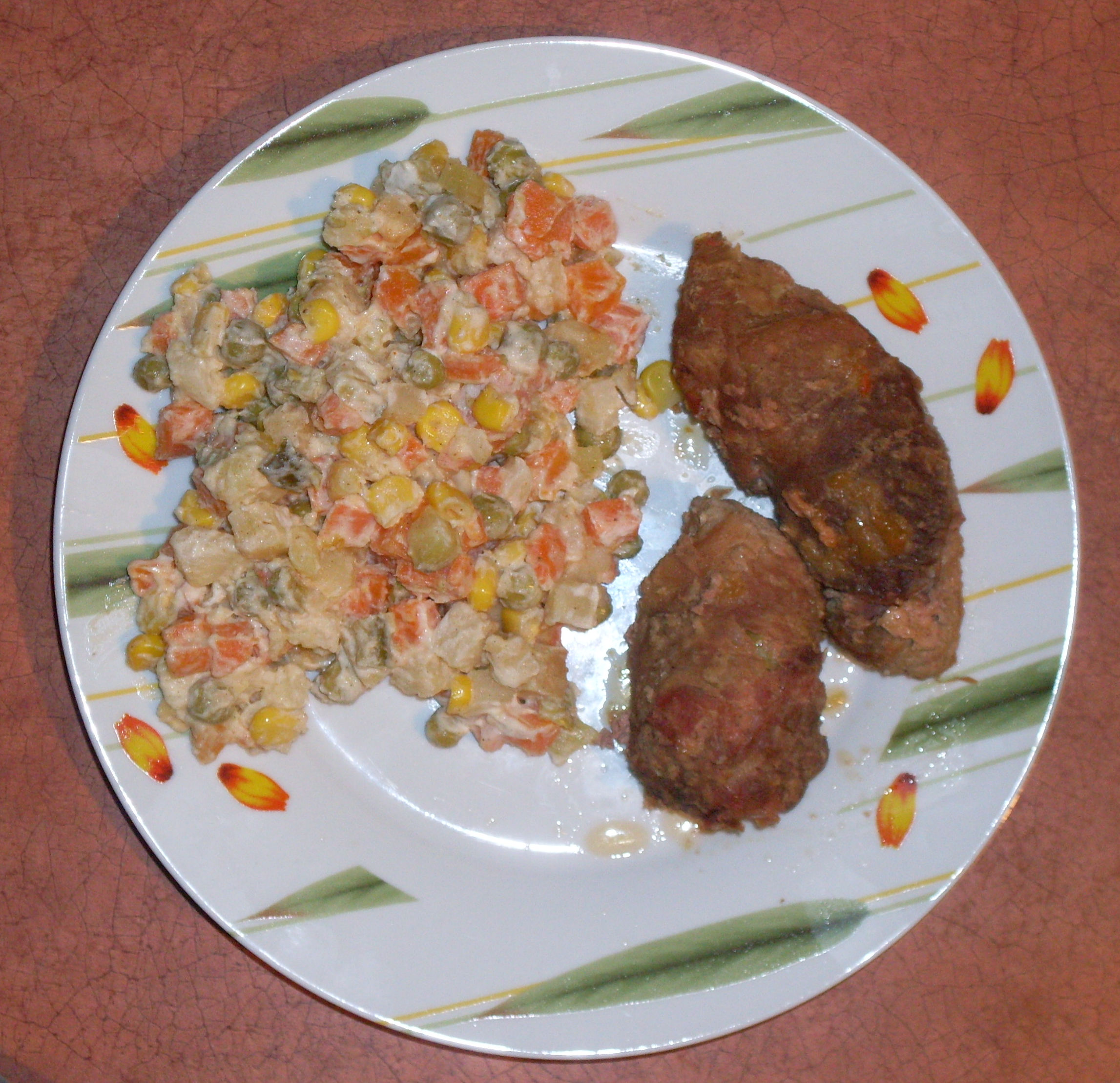
Szałot jako dodatek do rolad